# Lahnajärvi (ort)
Lahnajärvi är en by i Korpilombolo församling i Pajala kommun, Norrbottens län. Byn ligger väster om sjön Lahnajärvi och cirka fem kilometer sydöst om Pempelijärvi. Vid folkräkningen 1890 hade orten 32 invånare och i augusti 2016 fanns det enligt Ratsit sju personer över 16 års ålder som var registrerade med Lahnajärvi som adress.